# Бурбах (Ајфел)
Бурбах (њем. Burbach) општина је у њемачкој савезној држави Рајна-Палатинат. Једно је од 235 општинских средишта округа Ајфелкрајс Битбург-Прим. Према процјени из 2010. у општини је живјело 615 становника. Посједује регионалну шифру (AGS) 7232210.

## Географски и демографски подаци
Бурбах се налази у савезној држави Рајна-Палатинат у округу Ајфелкрајс Битбург-Прим. Општина се налази на надморској висини од 447 метара. Површина општине износи 16,9 km². У самом мјесту је, према процјени из 2010. године, живјело 615 становника. Просјечна густина становништва износи 36 становника/km².